# Wereldkampioenschappen atletiek 2003

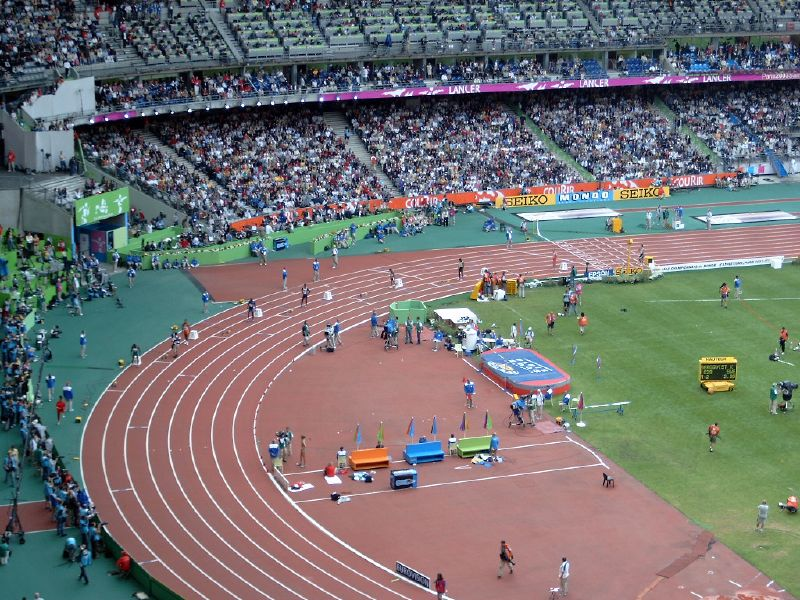
WK atletiek 2003 in het Stade de France in Parijs

De wereldkampioenschappen atletiek werden in 2003 in Parijs gehouden van 22 t/m 31 augustus in en om het Stade de France. Hieronder volgen de uitslagen van de finales.

## Deelnemers

### Nederlandse deelnemers
- Joan van den Akker
  - 4 x 100 m estafette - 5e in de series met 43,96 s
- Pascal van Assendelft
  - 4 x 100 m estafette - 5e in de series met 43,96 s
- Patrick van Balkom
  - 4 x 100 m estafette -  in de finale met 38,87 s
- Timothy Beck
  - 4 x 100 m estafette -  in de finale met 38,87 s
- Caimin Douglas
  - 4 x 100 m estafette -  in de finale met 38,87 s
- Rens Blom
  - polsstokhoogspringen - 7e in de kwalificatieronde met 5,60 m
- Troy Douglas
  - 200 m - 5e in de kwartfinale met 20,64 s
  - 4 x 100 m estafette -  in de finale met 38,87 s
- Guus Hoogmoed
  - 4 x 100 m estafette - liep alleen in de series
- Lieja Tunks
  - kogelstoten - 10e in de finale met 17,99 m
- Lornah Kiplagat
  - 10.000 m - 4e in de finale met 30.12,53
- Annemarie Kramer
  - 4 x 100 m estafette - 5e in de series met 43,96 s
- Luc Krotwaar
  - marathon - 20e met 2:12.28
- Gert-Jan Liefers
  - 1500 m - 7e in de finale met 3.33,99
- Kamiel Maase
  - 10.000 m - 8e in de finale met 27.45,46
- Arnoud Okken
  - 800 m - 5e in de series met 1.48,15
- Wilbert Pennings
  - hoogspringen - 14e in de kwalificatieronde met 2,20 m
- Jacqueline Poelman
  - 200 m - 6e in de kwartfinale met 23,51 s
  - 4 x 100 m estafette - 5e in de series met 43,96 s
- Gregory Sedoc
  - 110 m horden - 7e in de halve finale met 13,74 s
- Rutger Smith
  - kogelstoten - 11e in de kwalificatieronde met 19,02 m
  - discuswerpen - 6e in de kwalificatieronde met 61,55 m
- Christian Tamminga
  - polsstokhoogspringen - 11e in de kwalificatieronde met 5,35 m
- Judith Vis
  - 100 m horden - 6e in de series met 13,36 s
- Simon Vroemen
  - 3000 m steeplechase - 4e in de halve finale met 1.46,63
- Chiel Warners
  - tienkamp - 11e met 7753 p

### Belgische deelnemers
- Xavier De Baerdemaker
  - 4 x 100 m estafette - 4e in de series met 39,05 s
- Kristof Beyens
  - 4 x 100 m estafette - 4e in de series met 39,05 s
- Nathan Bongelo
  - 4 x 100 m estafette - 4e in de series met 39,05 s
- Katleen De Caluwé
  - 4 x 100 m estafette - 5e in de finale met 43,45 s
- Veerle Dejaeghere
  - 1500 m - 9e in de series met 4.19,08
- Thibaut Duval
  - polsstokhoogspringen - 12e in de kwalificatieronde met 5,35 m
- Anthony Ferro
  - 4 x 100 m estafette - 4e in de series met 39,05 s
- Kim Gevaert
  - 100 m - 6e in de halve finale met 11,32 s
  - 200 m - 5e in de halve finale met 22,86 s
  - 4 x 100 m estafette - 5e in de finale met 43,45 s
- Tia Hellebaut
  - zevenkamp - DNF
- Joeri Jansen
  - 800 m - 4e in de halve finale met 1.46,78
- Bert Leenaerts
  - 1500 m - 11e in de halve finale met 3.43,02
- Hassan Mourhit
  - 5000 m - 11e in de series met 14.09,14
- Élodie Ouédraogo
  - 4 x 100 m estafette - 5e in de finale met 43,45 s
- Audrey Rochtus
  - 4 x 100 m estafette - 5e in de finale met 43,45 s
- Sandra Stals
  - 800 m - 7e in de series met 2.06,12
- Cédric Van Branteghem
  - 200 m - 7e in de kwartfinale met 20,70 s
  - 400 m - 4e in de halve finale met 45,27 s
- Jo Van Daele
  - discuswerpen - 9e in de kwalificatieronde met 61,64 m

### Nederlandse Antillen
- Churandy Martina
  - 100 m - 5e in de series met 10,35 s

## Uitslagen

### 100 m
| Rang | Land | Atleet           | Tijd  |
| ---- | ---- | ---------------- | ----- |
| 1    | SKN  | Kim Collins      | 10,07 |
| 2    | TRI  | Darrel Brown     | 10,08 |
| 3    | GBR  | Darren Campbell  | 10,08 |
| 4    | USA  | Bernard Williams | 10,13 |
| 5    | NGR  | Deji Aliu        | 10,21 |
| 6    | NGR  | Uchenna Emedolu  | 10,22 |
| 7    | USA  | Tim Montgomery   | DSQ   |
| 8    | GBR  | Dwain Chambers   | DSQ   |

| Rang | Land | Atleet           | Tijd  |
| ---- | ---- | ---------------- | ----- |
| 1    | USA  | Torri Edwards    | 10,93 |
| 2    | UKR  | Zjanna Block     | 10,99 |
| 3    | BAH  | Chandra Sturrup  | 11,02 |
| 4    | GRE  | Ekateríni Thánou | 11,03 |
| 5    | FRA  | Christine Arron  | 11,06 |
| 6    | JAM  | Aleen Bailey     | 11,07 |
| 7    | USA  | Gail Devers      | 11,11 |
| 8    | USA  | Kelli White      | DSQ   |

### 200 m
| Rang | Land | Atleet             | Tijd  |
| ---- | ---- | ------------------ | ----- |
| 1    | USA  | John Capel         | 20,30 |
| 2    | USA  | Darvis Patton      | 20,31 |
| 3    | JPN  | Shingo Suetsugu    | 20,38 |
| 4    | GBR  | Darren Campbell    | 20,39 |
| 5    | MRI  | Stéphane Buckland  | 20,41 |
| 6    | USA  | Joshua J Johnson   | 20,47 |
| 7    | NAM  | Frankie Fredericks | 20,47 |
| 8    | NGR  | Uchenna Emedolu    | 20,62 |

| Rang | Land | Atleet                   | Tijd  |
| ---- | ---- | ------------------------ | ----- |
| 1    | RUS  | Anastasia Kapatsjinskaja | 22,38 |
| 2    | USA  | Torri Edwards            | 22,47 |
| 3    | FRA  | Muriel Hurtis-Houairi    | 22,59 |
| 4    | UKR  | Zjanna Block             | 22,92 |
| 5    | JAM  | Beverly McDonald         | 22,95 |
| 6    | BLR  | Natallia Safronnikava    | 22,98 |
| 7    | UKR  | Anzjela Kravtsjenko      | 23,00 |
| 8    | USA  | Kelli White              | DSQ   |

### 400 m
| Rang | Land | Atleet            | Tijd       |
| ---- | ---- | ----------------- | ---------- |
| 1    | USA  | Tyree Washington  | 44,77      |
| 2    | FRA  | Marc Raquil       | 44,79 (NR) |
| 3    | JAM  | Michael Blackwood | 44,80      |
| 4    | FRA  | Leslie Djhone     | 44,83      |
| 5    | MRI  | Eric Milazar      | 45,17      |
| 6    | GRN  | Alleyne Francique | 45,48      |
|      | USA  | Jerome Young      | DSQ        |
|      | USA  | Calvin Harrison   | DSQ        |

| Rang | Land | Atleet                   | Tijd  |
| ---- | ---- | ------------------------ | ----- |
| 1    | MEX  | Ana Guevara              | 48,89 |
| 2    | JAM  | Lorraine Fenton          | 49,43 |
| 3    | SEN  | Amy Mbacke Thiam         | 49,95 |
| 4    | RUS  | Natalja Nazarova         | 49,98 |
| 5    | BAH  | Tonique Williams-Darling | 50,38 |
| 6    | RUS  | Olesja Zykina            | 50,59 |
| 7    | GBR  | Lee McConnell            | 51,07 |
| 8    | RUS  | Svetlana Pospelova       | 51,30 |

### 800 m
| Rang | Land | Atleet                   | Tijd    |
| ---- | ---- | ------------------------ | ------- |
| 1    | ALG  | Djabir Saïd-Guerni       | 1.44,81 |
| 2    | RUS  | Joeri Borzakovski        | 1.44,84 |
| 3    | RSA  | Mbulaeni Mulaudzi        | 1.44,90 |
| 4    | DEN  | Wilson Kipketer          | 1.45,23 |
| 5    | ITA  | Andrea Longo             | 1.45,43 |
| 6    | KEN  | Justus Koech             | 1.45,63 |
| 7    | RSA  | Hezekiél Sepeng          | 1.45,74 |
| 8    | BRA  | Osmar Barbosa dos Santos | 1.46,28 |

| Rang | Land | Atleet                   | Tijd    |
| ---- | ---- | ------------------------ | ------- |
| 1    | MOZ  | Maria Mutola             | 1.59,89 |
| 2    | GBR  | Kelly Holmes             | 2.00,18 |
| 3    | RUS  | Natalja Chroesjtsjeljova | 2.00,29 |
| 4    | MAR  | Hammou Amina Aït         | 2.01,09 |
| 5    | GER  | Claudia Gesell           | 2.01,84 |
| 6    | CAN  | Diane Cummins            | 2.02,48 |
| 7    | GHA  | Akosua Serwaa            | 2.03,24 |
| 8    | AUT  | Stephanie Graf           | DNS     |

### 1.500 m
| Rang | Land | Atleet                | Tijd    |
| ---- | ---- | --------------------- | ------- |
| 1    | MAR  | Hicham El Guerrouj    | 3.31,77 |
| 2    | FRA  | Mehdi Baala           | 3.32,31 |
| 3    | UKR  | Ivan Hesjko           | 3.33,17 |
| 4    | KEN  | Paul Korir            | 3.33,47 |
| 5    | POR  | Rui Silva             | 3.33,68 |
| 6    | ESP  | Reyes Estévez         | 3.33,84 |
| 7    | NED  | Gert-Jan Liefers      | 3.33,99 |
| 8    | RUS  | Vjatsjeslav Sjaboenin | 3.34,37 |

| Rang | Land | Atleet               | Tijd         |
| ---- | ---- | -------------------- | ------------ |
| 1    | RUS  | Tatjana Tomasjova    | 3.58,52 (KR) |
| 2    | TUR  | Süreyya Ayhan        | 3.59,04      |
| 3    | GBR  | Hayley Tullett       | 3.59,95      |
| 4    | RUS  | Jekaterina Rozenberg | 4.00,59      |
| 5    | KEN  | Jackline Maranga     | 4.01,64      |
| 6    | KEN  | Naomi Mugo           | 4.02,33      |
| 7    | BUL  | Daniela Yordanova    | 4.02,34      |
| 8    | RUS  | Jelena Zadorozjnaja  | 4.02,46      |

### 5.000 m
| Rang | Land | Atleet                      | Tijd          |
| ---- | ---- | --------------------------- | ------------- |
| 1    | KEN  | Eliud Kipchoge              | 12.52,79 (KR) |
| 2    | MAR  | Hicham El Guerrouj          | 12.52,83      |
| 3    | ETH  | Kenenisa Bekele             | 12.53,12      |
| 4    | KEN  | John Kibowen                | 12.54,07      |
| 5    | KEN  | Abraham Chebii              | 12.57,74      |
| 6    | ETH  | Gebre-egziabher Gebremariam | 12.58,08      |
| 7    | KEN  | Richard Limo                | 13.01,13      |
| 8    | ERI  | Zersenay Tadese             | 13.05,57 (NR) |

| Rang | Land | Atleet              | Tijd          |
| ---- | ---- | ------------------- | ------------- |
| 1    | ETH  | Tirunesh Dibaba     | 14.51,72      |
| 2    | ESP  | Marta Domínguez     | 14.52,26      |
| 3    | KEN  | Edith Masai         | 14.52,30      |
| 4    | RUS  | Yelena Zadorozhnaya | 14.52,36      |
| 5    | TUR  | Elvan Abeylegesse   | 14.53,56      |
| 6    | KEN  | Isabella Ochichi    | 14.54,08      |
| 7    | RUS  | Goelnara Samitova   | 14.54,38      |
| 8    | CAN  | Courtney Babcock    | 14.54,98 (NR) |

### 10.000 m
| Rang | Land | Atleet               | Tijd          |
| ---- | ---- | -------------------- | ------------- |
| 1    | ETH  | Kenenisa Bekele      | 26.49,57 (KR) |
| 2    | ETH  | Haile Gebrselassie   | 26.50,77      |
| 3    | ETH  | Sileshi Sihine       | 27.01,44      |
| 4    | QAT  | Ahmad Abdullah       | 27.18,28 (AS) |
| 5    | KEN  | John Cheruiyot Korir | 27.19,94      |
| 6    | KEN  | Wilberforce Talel    | 27.33,60      |
| 7    | KEN  | Charles Kamathi      | 27.45,05      |
| 8    | NED  | Kamiel Maase         | 27.45,46      |

| Rang | Land | Atleet            | Tijd          |
| ---- | ---- | ----------------- | ------------- |
| 1    | ETH  | Berhane Adere     | 30.04,18 (KR) |
| 2    | ETH  | Werknesh Kidane   | 30.07,15      |
| 3    | CHN  | Sun Yingjie       | 30.07,20      |
| 4    | NED  | Lornah Kiplagat   | 30.12,53 (NR) |
| 5    | RUS  | Alla Zhilyaeva    | 30.23,07 (NR) |
| 6    | RUS  | Galina Bogomolova | 30.26,20      |
| 7    | CHN  | Xing Huina        | 30.31,55      |
| 8    | AUS  | Benita Johnson    | 30.37,68 (OC) |

### Marathon
| Rang | Land | Atleet          | Tijd         |
| ---- | ---- | --------------- | ------------ |
| 1    | MAR  | Jaouad Gharib   | 2:08.31 (KR) |
| 2    | ESP  | Julio Rey       | 2:08.38      |
| 3    | ITA  | Stefano Baldini | 2:09.14      |
| 4    | POR  | Alberto Chaíça  | 2:09.25      |
| 5    | JPN  | Shigeru Aburaya | 2:09.26      |
| 6    | ITA  | Daniele Caimmi  | 2:09.29      |
| 7    | RSA  | Ian Syster      | 2:10.17      |
| 8    | KEN  | Michael Rotich  | 2:10.35      |

| Rang | Land | Atleet            | Tijd         |
| ---- | ---- | ----------------- | ------------ |
| 1    | KEN  | Catherine Ndereba | 2:23.55 (KR) |
| 2    | JPN  | Mizuki Noguchi    | 2:24.14      |
| 3    | JPN  | Masako Chiba      | 2:25.09      |
| 4    | JPN  | Naoko Sakamoto    | 2:25.25      |
| 5    | PRK  | Bong-Sil Ham      | 2:25.31 (NR) |
| 6    | ETH  | Elfenesh Alemu    | 2:26.29      |
| 7    | KEN  | Joyce Chepchumba  | 2:26.33      |
| 8    | SCG  | Olivera Jevtić    | 2:26.49      |

### 20 km snelwandelen
| Rang | Land | Atleet                     | Tijd         |
| ---- | ---- | -------------------------- | ------------ |
| 1    | ECU  | Jefferson Pérez            | 1:17.21 (WR) |
| 2    | ESP  | Francisco Javier Fernández | 1:18.00      |
| 3    | RUS  | Roman Rasskazov            | 1:18.07      |
| 4    | MEX  | Noé Hernández              | 1:18.14      |
| 5    | AUS  | Luke Adams                 | 1:19.35      |
| 6    | BLR  | Ivan Trotskiy              | 1:19.40      |
| 7    | ESP  | David Márquez              | 1:19.46      |
| 8    | RUS  | Ilja Markov                | 1:20.14      |

| Rang | Land | Atleet                | Tijd         |
| ---- | ---- | --------------------- | ------------ |
| 1    | RUS  | Jelena Nikolajeva     | 1:26.52 (KR) |
| 2    | IRL  | Gillian O'Sullivan    | 1:27.34      |
| 3    | BLR  | Valentina Tsybulskaya | 1:28.10 (NR) |
| 4    | RUS  | Tatjana Goedkova      | 1:28.53      |
| 5    | ROU  | Claudia Stef          | 1:29.09      |
| 6    | ITA  | Rossella Giordano     | 1:29.14      |
| 7    | GRE  | Athanasía Tsoumeléka  | 1:29.34 (NR) |
| 8    | GER  | Melanie Seeger        | 1:29.44 (NR) |

### 50 km snelwandelen
| Rang | Land | Atleet              | Tijd         |
| ---- | ---- | ------------------- | ------------ |
| 1    | POL  | Robert Korzeniowski | 3:36.03 (WR) |
| 2    | RUS  | German Skurygin     | 3:36.42 (NR) |
| 3    | GER  | Andreas Erm         | 3:37.46 (NR) |
| 4    | RUS  | Aleksej Vojevodin   | 3:38.01      |
| 5    | RUS  | Denis Nizjegorodov  | 3:38.23      |
| 6    | ESP  | Jesús Ángel García  | 3:43.56      |
| 7    | POL  | Roman Magdziarczyk  | 3:44.53      |
| 8    | NOR  | Trond Nymark        | 3:46.14      |

### 110 m horden/100 m horden
| Rang | Land | Atleet                | Tijd  |
| ---- | ---- | --------------------- | ----- |
| 1    | USA  | Allen Johnson         | 13,12 |
| 2    | USA  | Terrence Trammell     | 13,20 |
| 3    | CHN  | Liu Xiang             | 13,23 |
| 4    | USA  | Larry Wade            | 13,34 |
| 5    | BRA  | Márcio Simão de Souza | 13,48 |
| 6    | CHN  | Shi Dongpeng          | 13,55 |
| 7    | CUB  | Yoel Hernández        | 13,57 |
| 8    | USA  | Chris Phillips        | DSQ   |

| Rang | Land | Atleet                 | Tijd       |
| ---- | ---- | ---------------------- | ---------- |
| 1    | CAN  | Perdita Felicien       | 12,53 (NR) |
| 2    | JAM  | Brigitte Foster-Hylton | 12,57      |
| 3    | USA  | Miesha McKelvy-Jones   | 12,67      |
| 4    | ESP  | Glory Alozie           | 12,75      |
| 5    | POL  | Aurelia Trywianska     | 12,75      |
| 6    | USA  | Jenny Adams            | 12,77      |
| 7    | FRA  | Patricia Girard        | 12,83      |
| 8    | JAM  | Lacena Golding-Clarke  | 12,87      |

### 400 m horden
| Rang | Land | Atleet                | Tijd    |
| ---- | ---- | --------------------- | ------- |
| 1    | DOM  | Félix Sánchez         | 47,25   |
| 2    | USA  | Joey Woody            | 48,18   |
| 3    | GRE  | Periklís Iakovákis    | 48,24   |
| 4    | JAM  | Danny McFarlane       | 48,30   |
| 5    | JAM  | Kemel Thompson        | 48,51   |
| 6    | GBR  | Christopher Rawlinson | 48"9    |
| 7    | QAT  | Mubarak Faraj Al-Nubi | 52,64   |
| 8    | RSA  | Llewellyn Herbert     | 1.12,10 |

| Rang | Land | Atleet                        | Tijd  |
| ---- | ---- | ----------------------------- | ----- |
| 1    | AUS  | Jana Pittman                  | 53,22 |
| 2    | USA  | Sandra Glover                 | 53,65 |
| 3    | RUS  | Joelia Petsjonkina            | 53,71 |
| 4    | ROU  | Ionela Târlea-Manolache       | 54,41 |
| 5    | UKR  | Tetjana Teresjtsjoek-Antipova | 54,61 |
| 6    | BAR  | Andrea Blackett               | 54,79 |
| 7    | GER  | Heike Meissner                | 55,60 |
| 8    | RSA  | Surita Febbraio               | 55,90 |

### 3.000 m steeplechase
| Rang | Land | Atleet              | Tijd    |
| ---- | ---- | ------------------- | ------- |
| 1    | QAT  | Saif Saaeed Shaheen | 8.04,39 |
| 2    | KEN  | Ezekiel Kemboi      | 8.05,11 |
| 3    | ESP  | Eliseo Martín       | 8.09,09 |
| 4    | FRA  | Bouabdallah Tahri   | 8.10,65 |
| 5    | KEN  | Abraham Cherono     | 8.13,37 |
| 6    | ESP  | Luis Miguel Martín  | 8.13,52 |
| 7    | NED  | Simon Vroemen       | 8.13,71 |
| 8    | ESP  | José Luis Blanco    | 8.17,16 |

### 4 x 100 m estafette
| Rang | Land | Atleten                                                                    | Tijd       |
| ---- | ---- | -------------------------------------------------------------------------- | ---------- |
| 1    | USA  | John Capel Bernard Williams Darvis Patton Joshua J. Johnson                | 38,06      |
| 2    | BRA  | Vicente de Lima Edson Luciano Ribeiro André da Silva Cláudio Roberto Souza | 38,26 (SB) |
| 3    | NED  | Timothy Beck Troy Douglas Patrick van Balkom Caimin Douglas                | 38,87      |
| 4    | NGR  | Olusoji Fasuba Uchenna Emedolu Musa Deji Deji Aliu                         | 38,89      |
| 5    | POL  | Piotr Balcerzak Lukasz Chyla Marcin Nowak Marcin Urbaś                     | 38,96      |
| 6    | JPN  | Hiroyasu Tsuchie Hisashi Miyazaki Ryo Matsuda Nobuharu Asahara             | 39,05      |
|      | GBR  | Christian Malcolm Darren Campbell Marlon Devonish Dwain Chambers           | DSQ        |
|      | JAM  | Ricardo Williams Dwight Thomas Michael Frater Asafa Powell                 | DNF        |

| Rang | Land | Atleten                                                                          | Tijd  |
| ---- | ---- | -------------------------------------------------------------------------------- | ----- |
| 1    | FRA  | Patricia Girard Muriel Hurtis-Houairi Sylviane Félix Christine Arron             | 41,78 |
| 2    | USA  | Angela Williams Chryste Gaines Inger Miller Torri Edwards                        | 41,83 |
| 3    | RUS  | Olga Fjodorova Joelia Tabakova Marina Kislova Larisa Kroeglova                   | 42,66 |
| 4    | UKR  | Tetjana Tkalitsj Anzjela Kravstjenko Olena Pastoesjenko-Sinjavina Oksana Kajdasj | 43,07 |
| 5    | GER  | Melanie Paschke Marion Wagner Sandra Möller Katja Wakan                          | 43,27 |
| 6    | BEL  | Katleen De Caluwé Audrey Rochtus Élodie Ouédraogo Kim Gevaert                    | 43,45 |
| 7    | BLR  | Joelija Nestsjarenka Aksana Drahoen Alena Newmjarzjytskaja Natallja Safronnikava | 43,47 |
| 8    | JAM  | Vonette Dixon Elva Goulbourne Beverly McDonald Brigitte Foster-Hylton            | DNF   |

### 4 x 400 m estafette
| Rang | Land | Atleten                                                                    | Tijd    |
| ---- | ---- | -------------------------------------------------------------------------- | ------- |
| 1    | FRA  | Leslie Djhone Naman Keïta Stéphane Diagana Marc Raquil                     | 2.58,96 |
| 2    | JAM  | Brandon Simpson Danny McFarlane Davian Clarke Michael Blackwood            | 2.59,60 |
| 3    | BAH  | Avard Moncur Dennis Darling Nathaniel McKinney Chris Brown                 | 3.00,53 |
| 4    | GBR  | Ian Mackie Sean Baldock Christopher Rawlinson Daniel Caines                | 3.01,00 |
| 5    | ESP  | Eduardo Iván Rodríguez David Canal Salvador Rodríguez Antonio Manuel Reina | 3.02,50 |
| 6    | GRE  | Stilianós Dimótsios Anastásios Goúsis Panayiótis Sarrís Periklís Iakovákis | 3.02,56 |
| 7    | JPN  | Yuki Yamaguchi Takahiko Yamamura Kenji Tabata Mitsuhiro Sato               | 3.03,15 |
|      | USA  | Calvin Harrison Tyree Washington Derrick Brew Jerome Young                 | DSQ     |

| Rang | Land | Atleten                                                                    | Tijd         |
| ---- | ---- | -------------------------------------------------------------------------- | ------------ |
| 1    | USA  | Me'Lisa Barber Demetria Washington Jaerl Miles Clark Sanya Richards        | 3.22,63      |
| 2    | RUS  | Olesja Zykina Joelia Petsjonkina Anastasia Kapatsjinskaja Natalja Nazarova | 3.22,91      |
| 3    | JAM  | Sandie Richards Allison Beckford Ronetta Smith Lorraine Fenton             | 3.22,92      |
| 4    | GER  | Claudia Marx Birgit Rockmeier Claudia Hoffmann Grit Breuer                 | 3.26,25      |
| 5    | POL  | Monika Bejnar Malgorzata Pskit Anna Jesień Grazyna Prokopek                | 3.26,64      |
| 6    | GBR  | Lee McConnell Jenny Meadows Catherine Murphy Tasha Danvers-Smith           | 3.26,67      |
| 7    | CMR  | Mireille Nguimgo Carole Kaboud Mebam Delphine Atangana Hortense Bewouda    | 3.27,08 (NR) |
| 8    | SEN  | Fatou Bintou Fall Mame Tacko Diouf Aminata Diouf Amy Mbacke Thiam          | DSQ          |

### Hoogspringen
| Rang | Land | Atleet            | Hoogte |
| ---- | ---- | ----------------- | ------ |
| 1    | RSA  | Jacques Freitag   | 2,35 m |
| 2    | SWE  | Stefan Holm       | 2,32 m |
| 3    | CAN  | Mark Boswell      | 2,32 m |
| 4    | RUS  | Mikhail Tsvetkov  | 2,29 m |
| 5    | JAM  | Germaine Mason    | 2,29 m |
| 6    | POL  | Grzegorz Sposób   | 2,29 m |
| 7    | USA  | Jamie Nieto       | 2,29 m |
| 8    | UKR  | Andrej Sokolovsky | 2,29 m |

| Rang | Land | Atleet                 | Hoogte |
| ---- | ---- | ---------------------- | ------ |
| 1    | RSA  | Hestrie Cloete         | 2,06 m |
| 2    | RUS  | Marina Koeptsova       | 2,00 m |
| 3    | SWE  | Kajsa Bergqvist        | 2,00 m |
| 4    | BUL  | Venelina Veneva        | 1,98 m |
| 5    | UKR  | Vita Palamar           | 1,95 m |
| 6    | RUS  | Anna Tsjitsjerova      | 1,95 m |
| 7    | CRO  | Blanka Vlašić          | 1,95 m |
| 8    | DOM  | Juana Rosario Arrendel | 1,95 m |

### Verspringen
| Rang | Land | Atleet                 | Afstand |
| ---- | ---- | ---------------------- | ------- |
| 1    | USA  | Dwight Phillips        | 8,32 m  |
| 2    | JAM  | James Beckford         | 8,28 m  |
| 3    | ESP  | Yago Lamela            | 8,22 m  |
| 4    | GHA  | Ignisious Gaisah       | 8,13 m  |
| 5    | KSA  | Hussein Taher Al-Sabee | 8,10 m  |
| 6    | UKR  | Volodymyr Zjoeskov     | 8,08 m  |
| 7    | USA  | Walter Davis           | 8,02 m  |
| 8    | BAH  | Osbourne Moxey         | 7,93 m  |

| Rang | Land | Atleet            | Afstand |
| ---- | ---- | ----------------- | ------- |
| 1    | FRA  | Eunice Barber     | 6,99 m  |
| 2    | RUS  | Tatjana Kotova    | 6,74 m  |
| 3    | IND  | Anju Bobby George | 6,70 m  |
| 4    | GBR  | Jade Johnson      | 6,63 m  |
| 5    | RUS  | Olga Rublyova     | 6,58 m  |
| 6    | HUN  | Tünde Vaszi       | 6,53 m  |
| 7    | AUS  | Bronwyn Thompson  | 6,48 m  |
| 8    | USA  | Grace Upshaw      | 6,47 m  |

### Polsstokhoogspringen
| Rang | Land | Atleet              | Hoogte      |
| ---- | ---- | ------------------- | ----------- |
| 1    | ITA  | Giuseppe Gibilisco  | 5,90 m (NR) |
| 2    | RSA  | Okkert Brits        | 5,85 m      |
| 3    | SWE  | Patrik Kristiansson | 5,85 m      |
| 4    | AUS  | Dmitri Markov       | 5,85 m      |
| 5    | GER  | Tim Lobinger        | 5,80 m      |
| 6    | USA  | Tim Mack            | 5,70 m      |
| 6    | USA  | Derek Miles         | 5,70 m      |
| 6    | UKR  | Denys Joertsjenko   | 5,70 m      |

| Rang | Land | Atleet             | Hoogte      |
| ---- | ---- | ------------------ | ----------- |
| 1    | RUS  | Svetlana Feofanova | 4,75 m (KR) |
| 2    | GER  | Annika Becker      | 4,70 m      |
| 3    | RUS  | Jelena Isinbajeva  | 4,65 m      |
| 4    | POL  | Monika Pyrek       | 4,55 m      |
| 4    | USA  | Stacy Dragila      | 4,55 m      |
| 6    | GER  | Yvonne Buschbaum   | 4,50 m      |
| 7    | POL  | Anna Rogowska      | 4,45 m      |
| 8    | RUS  | Yelena Belyakova   | 4,45 m      |

### Hink-stap-springen
| Rang | Land | Atleet             | Afstand |
| ---- | ---- | ------------------ | ------- |
| 1    | SWE  | Christian Olsson   | 17,72 m |
| 2    | CUB  | Yoandri Betanzos   | 17,28 m |
| 3    | BAH  | Leevan Sands       | 17,26 m |
| 4    | CUB  | Arnie David Girat  | 17,23 m |
| 5    | BRA  | Jadel Gregório     | 17,11 m |
| 6    | USA  | Kenta Bell         | 17,08 m |
| 7    | GRE  | Hrístos Melétoglou | 16,92 m |
| 8    | GHA  | Andrew Owusu       | 16,86 m |

| Rang | Land | Atleet                 | Afstand      |
| ---- | ---- | ---------------------- | ------------ |
| 1    | RUS  | Tatjana Lebedeva       | 15,18 m      |
| 2    | CMR  | Françoise Mbango Etone | 15,05 m (AF) |
| 3    | ITA  | Magdelín Martínez      | 14,90 m (NR) |
| 4    | RUS  | Anna Pjatych           | 14,72 m      |
| 5    | CUB  | Mabel Gay              | 14,52 m      |
| 6    | ITA  | Barbara Lah            | 14,38 m      |
| 7    | UKR  | Olena Hovorova         | 14,38 m      |
| 8    | GRE  | Hrysopiyi Devetzi      | 14,34 m      |

### Speerwerpen
| Rang | Land | Atleet            | Afstand |
| ---- | ---- | ----------------- | ------- |
| 1    | RUS  | Sergej Makarov    | 85,44 m |
| 2    | EST  | Andrus Värnik     | 85,17 m |
| 3    | GER  | Boris Henry       | 84,74 m |
| 4    | CZE  | Jan Železný       | 84,09 m |
| 5    | FIN  | Aki Parviainen    | 83,05 m |
| 6    | GER  | Christian Nicolay | 81,77 m |
| 7    | CZE  | Miroslav Guzdek   | 81,40 m |
| 8    | GER  | Peter Blank       | 80,34 m |

| Rang | Land | Atleet             | Afstand |
| ---- | ---- | ------------------ | ------- |
| 1    | GRE  | Mirela Maniani     | 66,52 m |
| 2    | RUS  | Tatjana Sjikolenko | 63,28 m |
| 3    | GER  | Steffi Nerius      | 62,70 m |
| 4    | FIN  | Mikaela Ingberg    | 62,20 m |
| 5    | CUB  | Osleidys Menéndez  | 62,19 m |
| 6    | CUB  | Sonia Bisset       | 60,17 m |
| 7    | ITA  | Claudia Coslovich  | 59,64 m |
| 8    | BAH  | Laverne Eve        | 59,60 m |

### Discuswerpen
| Rang | Land | Atleet             | Afstand |
| ---- | ---- | ------------------ | ------- |
| 1    | LTU  | Virgilijus Alekna  | 69,69 m |
| 2    | HUN  | Róbert Fazekas     | 69,01 m |
| 3    | BLR  | Vasili Kaptyukh    | 66,51 m |
| 4    | GER  | Lars Riedel        | 66,28 m |
| 5    | GER  | Michael Möllenbeck | 66,23 m |
| 6    | RSA  | Frantz Kruger      | 65,26 m |
| 7    | EST  | Aleksander Tammert | 64.5 m  |
| 8    | ESP  | Mario Pestano      | 64,39 m |

| Rang | Land | Atleet                    | Afstand |
| ---- | ---- | ------------------------- | ------- |
| 1    | BLR  | Iryna Jatsjanka           | 67,32 m |
| 2    | GRE  | Anastasía Kelesídou       | 67,14 m |
| 3    | GRE  | Ekateríni Vóggoli         | 66,73 m |
| 4    | UKR  | Olena Antonova            | 65,90 m |
| 5    | CZE  | Vera Pospíšilová-Cechlová | 65,55 m |
| 6    | RUS  | Natalja Sadova            | 65,22 m |
| 7    | CHN  | Song Aimin                | 63,84 m |
| 8    | SWE  | Anna Söderberg            | 61,61 m |

### Kogelstoten
| Rang | Land | Atleet             | Afstand |
| ---- | ---- | ------------------ | ------- |
| 1    | BLR  | Andrej Michnevitsj | 21,69 m |
| 2    | USA  | Adam Nelson        | 21,26 m |
| 3    | UKR  | Joeri Bilonoh      | 21,10 m |
| 4    | AUS  | Justin Anlezark    | 20,61 m |
| 5    | GER  | Ralf Bartels       | 20,50 m |
| 6    | FIN  | Tepa Reinikainen   | 20,45 m |
| 7    | FIN  | Ville Tiisanoja    | 20,09 m |
| 8    | USA  | John Godina        | 19,84 m |

| Rang | Land | Atleet              | Afstand |
| ---- | ---- | ------------------- | ------- |
| 1    | RUS  | Svetlana Kriveljova | 20,63 m |
| 2    | BLR  | Nadzeja Astaptsjoek | 20,12 m |
| 3    | UKR  | Vita Pavlysj        | 20,08 m |
| 4    | RUS  | Irina Korzhanenko   | 19,17 m |
| 5    | NZL  | Valerie Vili        | 18,65 m |
| 6    | POL  | Krystyna Zabawska   | 18,62 m |
| 7    | GER  | Nadine Kleinert     | 18,48 m |
| 8    | ITA  | Assunta Legnante    | 18,28 m |

### Kogelslingeren
| Rang | Land | Atleet                   | Afstand |
| ---- | ---- | ------------------------ | ------- |
| 1    | BLR  | Ivan Tsichan             | 83,05 m |
| 2    | HUN  | Adrián Annus             | 80,36 m |
| 3    | JPN  | Koji Murofushi           | 80,12 m |
| 4    | UKR  | Andrej Skvaroek          | 79,68 m |
| 5    | SLO  | Primož Kozmus            | 79,68 m |
| 6    | RUS  | Ilya Konovalov           | 78,55 m |
| 7    | BLR  | Vadzim Dzevjatowski      | 78,13 m |
| 8    | GRE  | Aléxandros Papadimitríou | 77,79 m |

| Rang | Land | Atleet             | Afstand |
| ---- | ---- | ------------------ | ------- |
| 1    | CUB  | Yipsi Moreno       | 73,33 m |
| 2    | RUS  | Olga Koezenkova    | 71,71 m |
| 3    | FRA  | Manuela Montebrun  | 70,92 m |
| 4    | CHN  | Gu Yuan            | 70,77 m |
| 5    | GER  | Susanne Keil       | 69,43 m |
| 6    | ROU  | Mihaela Melinte    | 68,69 m |
| 7    | USA  | Anna Mahon         | 68,45 m |
| 8    | POL  | Kamila Skolimowska | 68,39 m |

### Tienkamp/zevenkamp
| Rang | Land | Atleet        | Punten        |
| ---- | ---- | ------------- | ------------- |
| 1    | USA  | Tom Pappas    | 8750 pnt      |
| 2    | CZE  | Roman Šebrle  | 8634 pnt      |
| 3    | KAZ  | Dmitri Karpov | 8374 pnt (NR) |
| 4    | CZE  | Tomáš Dvořák  | 8242 pnt      |
| 5    | FRA  | Laurent Hernu | 8218 pnt      |
| 6    | RUS  | Lev Lobodin   | 8198 pnt      |
| 7    | CHN  | Qi Haifeng    | 8126 pnt (NR) |
| 8    | GER  | André Niklaus | 8020 pnt      |

| Rang | Land | Atleet               | Punten   |
| ---- | ---- | -------------------- | -------- |
| 1    | SWE  | Carolina Klüft       | 7001 pnt |
| 2    | FRA  | Eunice Barber        | 6755 pnt |
| 3    | BLR  | Natallia Sazanovich  | 6524 pnt |
| 4    | RUS  | Jelena Prochorowa    | 6452 pnt |
| 5    | GBR  | Denise Lewis         | 6254 pnt |
| 6    | ITA  | Gertrud Bacher       | 6166 pnt |
| 7    | EST  | Larisa Netseporuk    | 6154 pnt |
| 8    | GER  | Sonja Kesselschläger | 6134 pnt |

### Legenda
- WR: Wereldrecord
- KR: Kampioenschapsrecord
- NR: Nationaal record
- ER: Europees record
- AF: Afrikaans record
- AS: Aziatisch record
- OC: Oceanisch record
- DSQ: Gediskwalificeerd

1983 · 
1987 · 
1991 · 
1993 · 
1995 · 
1997 · 
1999 · 
2001 · 
2003 · 
2005 · 
2007 · 
2009 · 
2011 · 
2013 · 
2015 · 
2017 · 
2019 · 
2022 · 
2023